# 真光寺 (東京都北区)
真光寺（しんこうじ）は、東京都北区にある真言宗智山派の寺院。山号は隆照山、院号は桂徳院。本尊は勢至菩薩。

## 歴史
明治33年（1900年）の火災で書物などが焼失したため創建年代は不詳だが、現存する地誌・資料から、真光寺は南北朝時代に、弘智法師によって開山、江戸時代中期には活動していたと伝えられている。境内には、おびんずる様（撫で仏＝撫でると除病平癒の功徳があるとされる仏さま）が鎮座している。

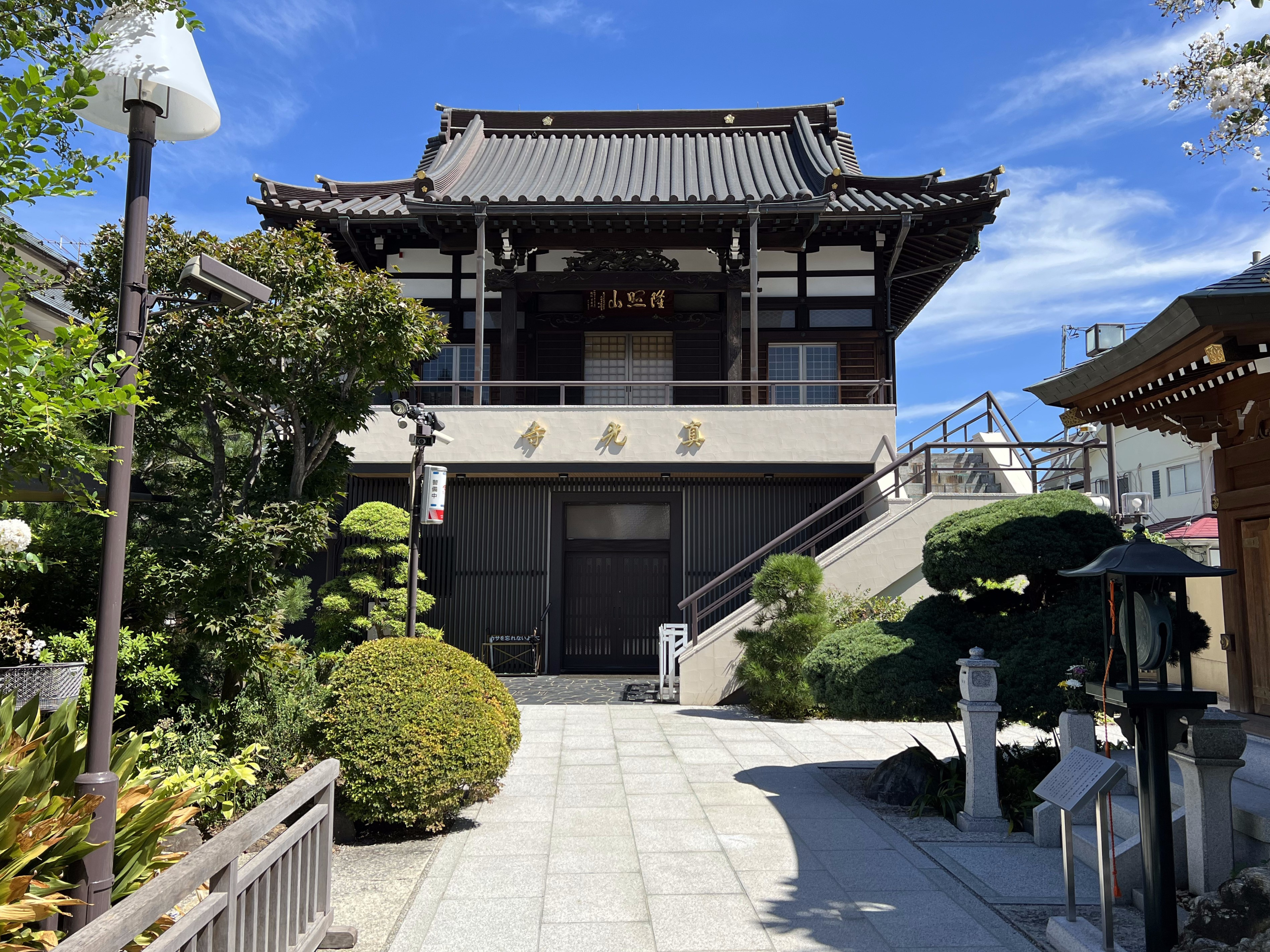
本堂

## 霊場
- 豊島八十八ヶ所霊場 第29番札所
- 北豊島三十三ヶ所霊場 第16番札所

## 主な行事
- 1月1日 - 新年祈祷会
- 2月2日 - 節分会
- 4月8日 - 花まつり（灌仏会）
- 5月23日 - 大施餓鬼会
- 7月13日 - お盆法要

## 交通
- JR京浜東北線東十条駅南口から徒歩2分。
- JR埼京線十条駅から徒歩7分。
- 首都高速5号池袋線 板橋本町出入口、首都高速中央環状線 王子南出入口から約5分。